# Mega Airlines
Mega Airlines is een Kazachse luchtvaartmaatschappij met haar thuisbasis in Atıraw.
Mega Airlines is opgericht in 2006 en haar primaire doelstelling is het verzorgen van binnenlandse vluchten met daarnaast op beperkte schaal vluchten naar landen in de regio.

## Vloot
De vloot van Mega Airlines bestaat per februari 2007 uit:
- 1 Boeing B-727-200
- 2 Iljoesjin Il-18D